# Dışkaya, Gürsu
Dışkaya là một xã thuộc quận Gürsu, tỉnh Bursa, Thổ Nhĩ Kỳ. Dân số thời điểm năm 2011 là 252 người.